# عدم تكافؤ الدخل

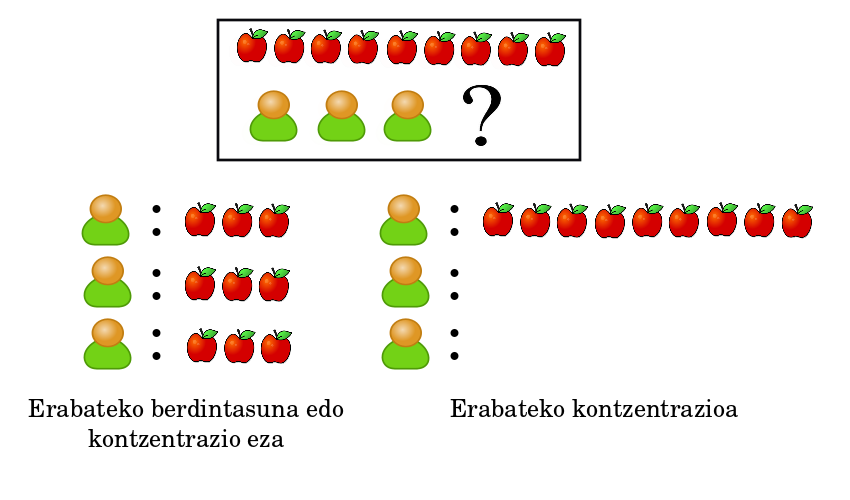
رسم بياني يوضح الحالات القصوى في عدم المساواة الاقتصادية.

عدم تكافؤ الدخل (بالإنجليزية: Income inequality metrics )‏، أو مقاييس عدم المساواة في الدخل (بالإنجليزية: Income inequality metrics)‏، يستخدم علماء الاجتماع مقاييس عدم المساواة في الدخل أو مقاييس توزيع الدخل لقياس توزيع الدخل، وعدم المساواة الاقتصادية بين المشاركين في اقتصاد معين، مثل اقتصاد بلد معين أو العالم ككل. بينما قد تحاول نظريات مختلفة شرح كيفية حدوث عدم المساواة في الدخل، فإن مقاييس عدم المساواة في الدخل توفر ببساطة نظام قياس يستخدم لتحديد تشتت الدخل. يختلف عن مفهوم عدم المساواة في الفقر، أو العدالة.
كان توزيع الدخل دائمًا مصدر قلق كبير للنظرية الاقتصادية، والسياسة الاقتصادية. يهتم الاقتصاديون الكلاسيكيون مثل آدم سميث، وتوماس مالتوس، وديفيد ريكاردو بتوزيع دخل العمال، أي توزيع الدخل بين العوامل الرئيسية للإنتاج والأرض، والعمل، ورأس المال. وغالبًا ما يرتبط بتوزيع الثروة، رغم وجود عوامل منفصلة تؤثر على عدم المساواة في الثروة.
كما تناول الاقتصاديون المعاصرون هذه المسألة، لكنهم كانوا أكثر اهتماما بتوزيع الدخل على الأفراد، والأسر. تشمل الاهتمامات النظرية، والسياسية الهامة، العلاقة بين عدم المساواة في الدخل، والنمو الاقتصادي. يناقش المقال عدم المساواة الاقتصادية، والجوانب الاجتماعية، والسياسية لقضايا توزيع الدخل.

## تحديد الدخل
تنطبق جميع التدابير الموضحة أدناه على تقييم عدم المساواة التوزيعية لمختلف أنواع الموارد. هنا يتم التركيز على الدخل كمورد. نظرًا لوجود أشكال مختلفة من «الدخل»، يجب وصف نوع الدخل الذي تم التحقيق فيه بوضوح.
أحد أشكال الدخل هو المبلغ الإجمالي للسلع والخدمات التي يتلقاها الشخص، لذلك لا يوجد بالضرورة أموال. إذا كانت مزارع الكفاف في أوغندا، تزرع الحبوب الخاصة بها، فسيتم اعتبارها دخلاً. يتم احتساب الخدمات مثل الصحة العامة، والتعليم. غالبًا ما يستخدم الإنفاق، أو الاستهلاك، (نفس الشيء بالمعنى الاقتصادي)، لقياس [الدخل. يستخدم البنك الدولي ما يسمى «مسوحات مستوى المعيشة» لقياس الدخل. هذه تتكون من استبيانات مع أكثر من 200 سؤال. تم الانتهاء من الدراسات الاستقصائية في معظم البلدان النامية
وفقًا لتحليل عدم المساواة في الدخل داخل الدول، يشير مصطلح «الدخل» غالبًا إلى الدخل الخاضع للضريبة لكل فرد أو أسرة. هنا، يمكن أيضًا استخدام مقاييس عدم المساواة في الدخل لمقارنة توزيعات الدخل قبل الضرائب وبعدها من أجل قياس تأثيرات معدلات الضريبة التصاعدية.

## خصائص مقاييس التفاوت
في الحالة المنفصلة، يمكن تمثيل مؤشر التفاوت الاقتصادي بالدالة I(x)، حيث تكون x مجموعة من القيم الاقتصادية n (كالثروة أو الدخل) x = {x1,x2,…xn} وتكون xi القيمة الاقتصادية المرتبطة «بالعامل الاقتصادي» i.
في الأدب الاقتصادي المتعلق بالتفاوت، تفترض أربع خصائص بصورة عامة أن على أي تفاوت أن يفي بما يلي:
- المجهوليّة أو التناسب

ينص هذا الافتراض على أن مقياس التفاوت لا يعتمد على «تصنيف» الأفراد في اقتصاد ما وأن كل ما يهم هو توزيع الدخل. مثلًا، في اقتصاد مؤلف من شخصين، السيد سميث والسيدة جونز، حيث يمتلك واحد منهما 60% من الدخل والآخر 40% منه، يجب أن يكون مقياس التفاوت نفسه سواء أكان السيد سميث أم السيدة جونز مالك حصة 40%. تميز هذه الخاصية مفهوم التفاوت عن مفهوم العدالة التوزيعية حيث تكون هوية مالك مستوى دخل محدد وكيفية حصوله عليه أمرًا ذي أهمية جوهرية. مقياس التفاوت تصريح ببساطة عن كيفية توزيع الدخل، لا عن هوية الأشخاص المعينين في الاقتصاد أو نوع الدخل الذي «يستحقونه».

يُعبر عن ذلك من الناحية الرياضية عمومًا بما يلي:
I(P(x)) = I(x)
حيث P(x) هي أيٌ من تبديلات x.
- استقلالية المقياس أو التجانس

تقول هذه الخاصية إنه لا ينبغي اعتبار الاقتصادات الأكثر ثراءً تلقائيًا متفاوتة بتكوينها. بعبارة أخرى، إذا ما تضاعف دخل كل شخص في اقتصاد ما مرتين (أو عدة مرات وفق أي ثابت موجب) فلا ينبغي أن يتغير المقياس النهائي للتفاوت. وبالطبع، ينطبق الأمر نفسه على الاقتصادات الأشد فقرًا. يجب أن يكون مقياس تفاوت الدخل مستقلًا عن المستوى الكلي للدخل. يمكن التعبير عن هذا بالدالة:
I(ax) = I(x)
حيث α رقم حقيقي موجب.
- استقلالية السكان

وبالمثل، لا يجب أن يعتمد مقياس تفاوت الدخل على ما إذا كان الاقتصاد يتمتع بعدد سكان كبير أو صغير. لا يجب الحكم على اقتصاد به أناس قلائل تلقائيًا عبر المقياس على أنه أكثر تكافؤًا من اقتصاد أكبر به أناس أكثر. 
I(x U x) = I(x)
حيث x U x اتحاد x مع (نسخة من) نفسها.
- مبدأ النقل

مبدأ بيغو دالتون، أو مبدأ النقل، هو الافتراض الذي يجعل مقياس التفاوت مقياسًا فعليًا للتفاوت. في شكله الضعيف، يقول إنه إذا حُول بعض الدخل من غني إلى فقير، مع الحفاظ على ترتيب مراتب الدخل، فلا ينبغي أن يزداد التفاوت المقاس. في شكله القوي، يجب أن ينخفض المستوى المقاس العام للتفاوت.
- اللاسلبية

المؤشر I(x) أكبر أو يساوي الصفر.
- الصفر المساواتيّ

المؤشر I(x) هو الصفر في حالته المساواتيّة، حيث تكون كل القيم xi متساوية.
يحده من الأعلى الحد الأقصى للتفاوت
يصل المؤشر I(x) إلى قيمته القصوى لأقصى قدر من التفاوت. (كل xi تساوي الصفر إلا واحدة) هذه القيمة عادة ما تكون وَحدة حيث يقترب عدد العوامل n من اللانهاية.
- قابلية تحلل الزمرة الجزئية

تنص هذه الخاصية على أنه إذا ما قسمت مجموعة من عوامل x إلى مجموعتين فرعيتين مفككتين (y  و z)، فيُمثل I(x)  بما يلي:
{\displaystyle I(y\cup z)=w_{y}(y,z)I(y)+w_{z}(y,z)I(z)+w_{\mu }(y,z)I({\mu _{y},\mu _{z}})}
حيث μ(x) و μ(y) هما الدخل الأدنى لـ x و y.
{\displaystyle \mu _{x}={\frac {1}{n}}\sum _{1}^{n}x_{i}}
والوظائف w هي دالة ترجيح عددي للمجموعتين y و z. وفي بيان أقوى: wy = μy / μx و wz = μz / μx.